# واغولي (بيون)

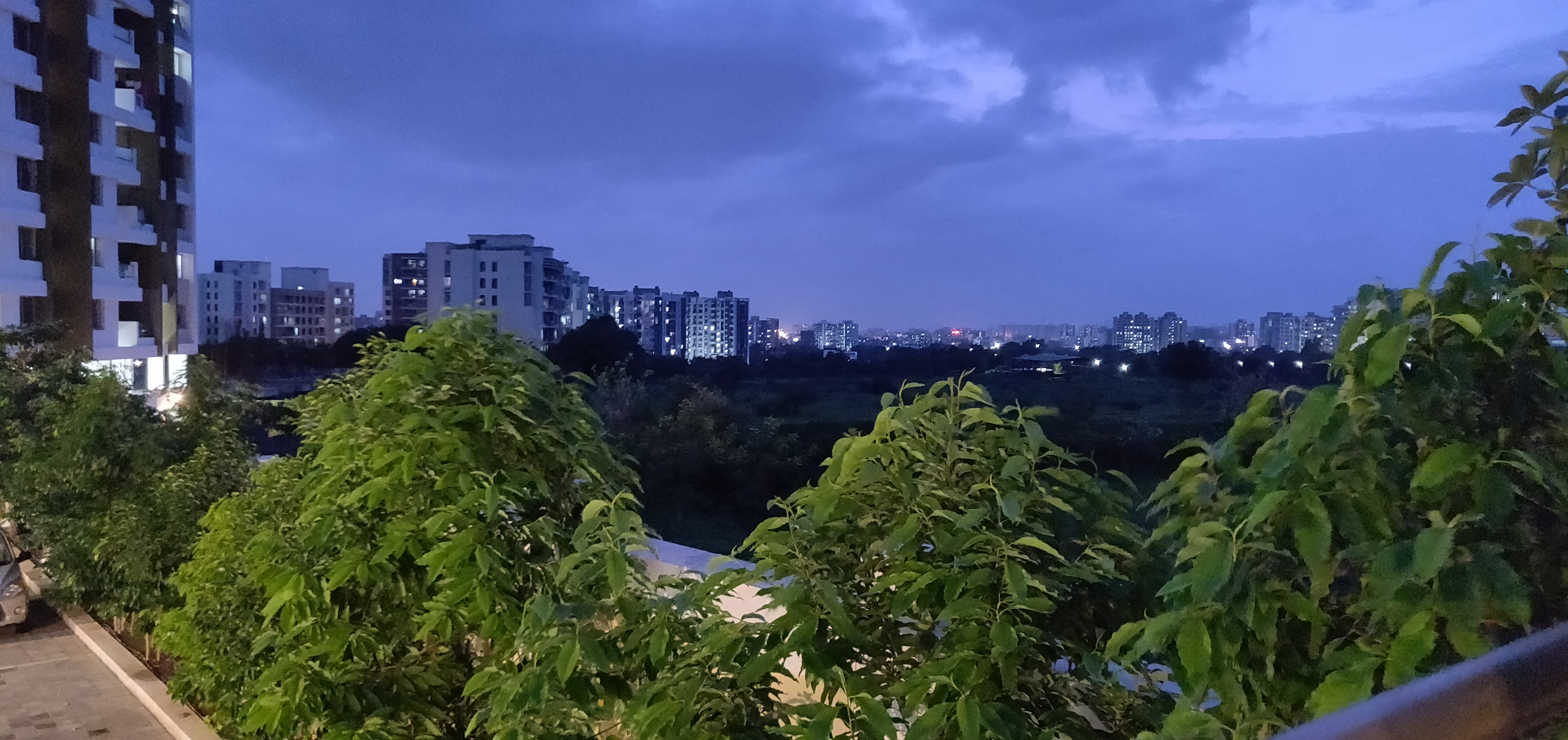
واغولي، من أعلى طريق كيسناند. لقد كانت واغولي مركزًا سكنيًا نظرًا لقربها من العديد من حدائق تكنولوجيا المعلومات.

واغولي (بالإنجليزية: Wagholi) تقع داخل منطقة بيون التابعة لولاية ماهاراشترا الهندية. تُعرف واغولي تاريخيًا بأنها مسكن مارثا واريور ساردار بيلاجيرو تشانجوجيراو جادهافراو. ضُمت واغولي إلى المنطقة التابعة لمؤسسة بلدية بيون في عام 2021. يُعد معبد واغيشوار معبدًا شعبيًا في واغولي. اسم واغولي مشتق من الكلمة الماراثية المحلية "واغ" التي تعني "النمر"، وهو متصل بمعبد واغيشوار الذي يقع عند مدخل مجمع التعدين على بعد 20 كم شمال بيون.